# Sigma Librae
Sigma Librae (σ Librae, förkortat Sigma Lib, σ Lib) som är stjärnans Bayerbeteckning, är en jättestjärna belägen i den sydvästra delen av stjärnbilden Vågen. Den har en skenbar magnitud på 3,29 och är synlig för blotta ögat. Baserat på parallaxmätning inom Hipparcosuppdraget på ca 11,3 mas, beräknas den befinna sig på ett avstånd av ca 288 ljusår (88 parsek) från solen, med en felmarginal på 2 procent. Med detta avstånd minskar stjärnans skenbara magnitud med 0,20 ± 0,17 genom skymning orsakad av mellanliggande gas och stoft.

## Nomenklatur
Stjärnan hade ursprungligen Bayerbeteckningen "Gamma Scorpii"(γ Sco) och fick inte den nuvarande Bayerbeteckningen, Sigma Librae, förrän på 1800-talet. Det nya namnet fastställdes av kommissionen 3 i Internationella astronomiska unionen den 31 juli 1930.
Den har de latinska namnen Brachium, "arm", och Cornu, "horn", och de ickeunika arabiska namnen Zuben el Genubi, "södra klon", (som den delar med Alfa Librae), Zuben Hakrabi (som den delar med Gamma Librae och Eta Librae (den senare kallades också Zuban Alakrab) och Ankaa (som den delar med Alfa Phoenicis).

## Egenskaper
Sigma Librae är en röd jättestjärna av spektralklass M3/M4 III. Den har en massa som är 2,1 gånger större än solens massa och en uppskattad radie som 48,8 gånger större än solens. Den utsänder från dess fotosfär 10,0 gånger mera energi än solen vid en effektiv temperatur på ca 3 600 K.
Sigma Librae är en halvregelbunden variabel stjärna med en pulseringsperiod på 20 dygn. Den visar små amplitudvariationer i storleksordningen 0,10-0,15 på en tidsskala så kort som 15-20 minuter, med cykler av repetition över intervall på 2,5-3,0 timmar. Denna form av variabilitet visar att stjärnan ligger på den asymptotiska jättegrenen och genererar energi genom kärnfusion av väte och helium utmed koncentriska skal som omger en inert kärna av kol och syre.